# Jean Aerts
Jean Aerts (8 de setembro de 1907 — 15 de junho de 1992) foi um ciclista belga que competia tanto em provas de estrada, quanto de pista. Se especializou como velocista. Foi profissional entre 1929 e 1943, que durante estes anos, conseguiu cinquenta vitórias, incluindo dois Campeonatos Mundiais de ciclismo, um deles na categoria amador e doze etapas do Tour de France.

## Amsterdã 1928
Aerts competiu em três provas de ciclismo de estrada e pista nos Jogos Olímpicos de Verão de 1928 em Amsterdã. Fez parte da equipe belga que terminou em quinto lugar na estrada contrarrelógio por equipes. Na corrida de 1 km contrarrelógio por equipes em pista, terminou na nona posição. Terminou em décimo primeiro na prova de estrada individual.